# Лангстрат
Лангстрат (нід. Langstraat) — селище в нідерландській провінції Південна Голландія. Входить до муніципалітету Гуре-Оверфлакке.
Перша згадка про населений пункт датується 1899 роком. Наразі у селищі нараховується близько 70 будинків.